# National Electrical Code
Der National Electrical Code (NEC), auch als NFPA 70 bezeichnet, ist eine Sicherheitsnorm der Vereinigten Staaten von Amerika. Diese formuliert Vorgaben für die Ausführung von Elektroinstallationen. Die Norm ist vom American National Standards Institute (ANSI) anerkannt. Sie ist unter der Bezeichnung ANSI/NFPA 70 Teil der Normen und Verhaltensregeln, welche von der National Fire Protection Association (NFPA) veröffentlicht werden.

## Allgemeines

Polbild der US-amerikanischen NEMA-5-15 Wandsteckdose für 120 V, wie sie der NEC spezifiziert

Die Norm legt fest, in welcher Form Elektroinstallationen und deren Parameter wie Betriebsspannungen, die Art der Kabelverlegungen im Niederspannungsbereich zur elektrischen Energieversorgung, elektrische Sicherungen oder die im nordamerikanischen Raum verbreiteten NEMA-Stecker zu gestalten sind. Sie ist in neun Kapitel und mehrere Anhänge untergliedert. Der NEC wurde erstmals im Jahr 1897 veröffentlicht und wird alle 3 Jahre aktualisiert. In vielen US-Bundesstaaten wird die Norm geringfügig überarbeitet, um an die örtlichen Bedürfnisse angepasst zu sein.
Unter Kapitel 500 sind die Explosionsschutzvorschriften in den USA enthalten.
Unter Kapitel 505 sind seit einigen Jahren auch die internationalen Explosionsschutzvorschriften IEC/EN 60079 aufgenommen worden.
Die Norm ist im weitesten mit den in Deutschland vom Verband der Elektrotechnik, Elektronik und Informationstechnik (VDE) herausgegebenen Normenreihe DIN VDE 0100 vergleichbar. Im Gegensatz zu den DIN-VDE-Normen besteht in den USA die gesetzliche Verpflichtung, dass Sicherheitsstandards wie auch der NEC kostenfrei erhältlich sein müssen und keinen urheberrechtlichen Beschränkungen unterliegen dürfen.